# Двадцатый угонщик
20-й угонщик — возможный пособник террористов, которые совершили теракты 11 сентября 2001 года, и который по неизвестным причинам не смог принять в них участие. Сообщается, что 20-й угонщик, хотя и не присутствовал во время самих атак, принимал активное участие в их подготовке. Было много вариаций сюжета 11 сентября, при этом количество террористов колебалось в зависимости от имеющихся ресурсов и меняющихся обстоятельств. В итоге угонщиков оказалось 19: три самолёта захватили по пять человек каждый, а четвёртый — четыре человека. Последний самолёт, рейс 93 United Airlines, врезался в поле недалеко от Шанксвилля, штат Пенсильвания, из-за сопротивления пассажиров, прежде чем он смог достичь своей цели в Вашингтоне, округ Колумбия.

## Угонщики
Рамзи бин аль-Шибх предположительно намеревался принять участие в нападениях и, возможно, был предполагаемым пилотом-угонщиком рейса 77 American Airlines, но ему неоднократно отказывали во въезде в США. Его роль одного из четырёх пилотов-угонщиков предшествовала роли Хени Хенджора.
Мухаммеда аль-Кахтани, гражданина Саудовской Аравии, часто называют 20-м угонщиком самолётов. Хосе Мелендес-Перес, иммиграционный инспектор США в международном аэропорту Орландо, отказал ему во въезде в США в августе 2001 года. Позже он был схвачен в Афганистане и заключен в американскую военную тюрьму, известную как Кэмп-Рентген, в заливе Гуантанамо, Куба. В январе 2009 года Сьюзан Дж. Кроуфорд заявила, что допрос Кахтани в лагере «Рентген» приравнивался к пыткам.
Закариаса Муссауи, гражданина Франции марокканского происхождения, часто называют 20-м угонщиком самолёта. Муссауи мог рассматриваться как замена Зияду Джарре, который в какой-то момент пригрозил выйти из схемы из-за напряженности среди заговорщиков. Планы по включению Муссауи так и не были окончательно доработаны, поскольку руководство Аль-Каиды сомневалось в его надежности. В конечном итоге Муссауи не сыграл никакой роли в схеме захвата самолёта. Он был арестован примерно за четыре недели до нападений. Муссауи сейчас отбывает пожизненное заключение за участие в терактах 11 сентября. В 2005 году он признал себя виновным в сотрудничестве с другими угонщиками. Муссауи утверждал, что он и Ричард Рид безуспешно пытались угнать самолёт 11 сентября.
По данным BBC, Фаваз аль-Нашими утверждал, что был «20-м угонщиком». Американская разведывательная организация опубликовала видео Аль-Каиды, на котором видно, как аль-Нашими оправдывает нападения на Запад. США отвергли заявления аль-Нашими как пропаганду. Он был также известен как Турки бин Фухейд аль-Мутейри и принял участие в нападении 29 мая 2004 года на нефтяные объекты в Хобаре, Саудовская Аравия. Он был убит в перестрелке с силами безопасности Саудовской Аравии в июне 2004 года.
Другими членами «Аль-Каиды», которые предположительно пытались, но не смогли принять участие в нападениях, были Саид аль-Гамди (не путать с успешным угонщиком самолёта с таким же именем), Тауфик бин Атташ, Али Абдул Азиз Али, Мушабиб аль-Хамлан, Абдеррауф Дждей, Закария Эссабар, Саид Ахмад аль-Захрани, Али Абд ар-Рахман аль-Факаси аль-Гамди, Саид аль-Балучи, Кутайба ан-Наджди, Зухайр аль-Тубайти и Сауд ар-Раши. Халид Шейх Мохаммед, предполагаемый организатор нападения, хотел отстранить от операции по крайней мере одного участника — Халида аль-Михдхара, но его решение было отклонено Усамой бен Ладеном.